# (9536) 1981 UR27
(9536) 1981 UR27 (1981 UR27, 1949 GQ, 1994 TS1, A923 HA) — астероїд головного поясу, відкритий 24 жовтня 1981 року.
Тіссеранів параметр щодо Юпітера — 3,339.